# Camponotus nepos
Camponotus nepos är en myrart som beskrevs av Auguste-Henri Forel 1912. Camponotus nepos ingår i släktet hästmyror, och familjen myror. Inga underarter finns listade.